# ميخائيل جاي ويلكينز
ميخائيل جاي ويلكينز (بالإنجليزية: Michael J. Wilkins) هو قاضي ومحامي أمريكي، ولد في 1948 في مدينة سولت ليك في الولايات المتحدة.

## وصلات خارجية
- ميخائيل جاي ويلكينز على موقع إن إن دي بي (الإنجليزية)